# Colour Temple
 (mars 2013).
Si vous disposez d'ouvrages ou d'articles de référence ou si vous connaissez des sites web de qualité traitant du thème abordé ici, merci de compléter l'article en donnant les références utiles à sa vérifiabilité et en les liant à la section « Notes et références ».
Colour Temple est le premier album du groupe de metal progressif allemand Vanden Plas, édité en 1994 par le label InsideOut Music.

## Liste des titres
1. Father (M: S. Lill; L: Kuntz) - 5:38
2. Push (M: S. Lill/Werno; L: Kuntz) - 4:15
3. When the Wind Blows (M: S. Lill; L: Kuntz) - 7:10
4. My Crying (M: S. Lill; L: Kuntz) - 5:25
5. Soul Survives (M: Werno; L: Kuntz) - 9:05
6. Anytime (M: Kuntz/S. Lill; L: Kuntz) - 7:06
7. Judas (M+L: Kuntz) - 6:01
8. Back to Me (M: Kuntz/S. Lill; L: Kuntz) - 5:30
9. How Many Tears (M: S. Lill; L: Kuntz) - 8:19

### Piste bonus de l'édition japonaise
1. Fire - 5:18
2. Days of Thunder - 4:45